# Silent Parade

1917 Silent Parade in New York

Die Negro Silent Protest Parade oder kurz Silent Parade war ein Schweigemarsch von etwa 10.000 African Americans entlang der Fifth Avenue von der 57th Street aus am 28. Juli 1917 in New York City. Die Veranstaltung wurde vom National Association for the Advancement of Colored People (NAACP), Kirchen und Führern der Gemeinschaften ins Leben gerufen um gegen Gewalt zu protestieren, die Afroamerikaner bedrohte, wie zum Beispiel die kurz zuvor begangenen Lynchmorde an Jesse Washington (Waco) und Ell Persons (Memphis). Der Parade gingen auch die East St. Louis Riots im Mai und Juli 1917 voraus, wo mindestens 40 afroamerikanische Personen von weißen Mobs getötet wurden, nachdem ein Tarifkonflikt durch schwarze Streikbrecher verschärft worden war.

## Hintergrund

### East St. Louis riots
Vor dem Mai 1917 begann eine Wanderungsbewegung von Afroamerikanern, die vor den Bedrohungen gegen Leben und Freiheit in den Südstaaten nach Norden auswichen. Spannungen in East St. Louis, Illinois, zwischen weißen und afroamerikanischen Arbeitern begannen zu brodeln. Viele afroamerikanische Arbeiter hatten Arbeit in der Industrie vor Ort gefunden. Im Frühling 1917 stimmten die überwiegend weißen Arbeiter der Aluminum Ore Company (Aluminiumerzfabrik) für einen Streik und die Firma rekrutierte hunderte schwarze Arbeiter um sie zu ersetzen. Die Situation eskalierte, nachdem Gerüchte von afroamerikanischen Männern und weißen Frauen die Runde machten, die sich verbrüdert haben sollten. Tausende weißer Männer kamen nach East St. Louis und begannen die African Americans zu attackieren. Gebäude wurden zerstört und Menschen verprügelt. Die Unruhen ebbten zunächst ab, flammten jedoch einige Wochen später erneut und heftiger auf. Nach einem Vorfall, in dem ein Polizist von afroamerikanischen Anwohnern erschossen worden war, marschierten erneut tausende Weiße in die Stadt ein und begannen erneut mit Vandalismus und Gewalt. Die Encyclopedia of the Harlem Renaissance berichtet, wie „Augenzeugen den Mob als Wilde Jagd beschrieben, wie Gewalttäter Schwarze jagten um sie zu schlagen, zu verletzen, zu erstechen, zu erschießen, zu erhängen und zu verbrennen.“ („Eyewitnesses likened the mob to a manhunt, describing how rioters sought out blacks to beat, mutilate, stab, shoot, hang, and burn.“)
Die Brutalität der Attacken von weißen Mobs und die Weigerung der Behörden, die Unschuldigen zu schützen, führte zu den Gegenmaßnahmen, die einige African Americans in St. Louis und bundesweit begannen. Marcus Garvey erklärte in einer Ansprache, dass die Unruhen „einer der blutigsten Skandale gegen die Menschheit“ („one of the bloodiest outrages against mankind“) seien und ein „Groß-Massaker unserer Menschen“ („wholesale massacre of our people“). Er bestand darauf, dass „dies keine Zeit für feine Worte ist, sondern eine Zeit die Stimme zu erheben gegen die Wildheit der Menschen, die behaupten Verbreiter der Demokratie zu sein“ („This is no time for fine words, but a time to lift one’s voice against the savagery of a people who claim to be the dispensers of democracy“). Nach den Unruhen hatten viele Schwarze das Gefühl, es gäbe nur wenig „Wahrscheinlichkeit, dass die Vereinigten Staaten jemals schwarzen Menschen erlauben würden, die vollen Bürgerrechte, gleiches Recht und Würde zu erlangen“ („possibility of the United States ever permitting black people to enjoy full citizenship, equal rights and dignity“).
Die Schriftsteller und Bürgerrechtsaktivisten, W.E.B DuBois und Martha Gruening besuchten die Stadt nach den Gewalttaten am 2. Juli, um mit Zeugen und Überlebenden zu sprechen. Sie schrieben einen Essay, in dem sie die Gewalttaten in „grausigen Details“ (gruesome detail) für The Crisis beschrieben, eine Publikation der NAACP.

### Planung der Antwort

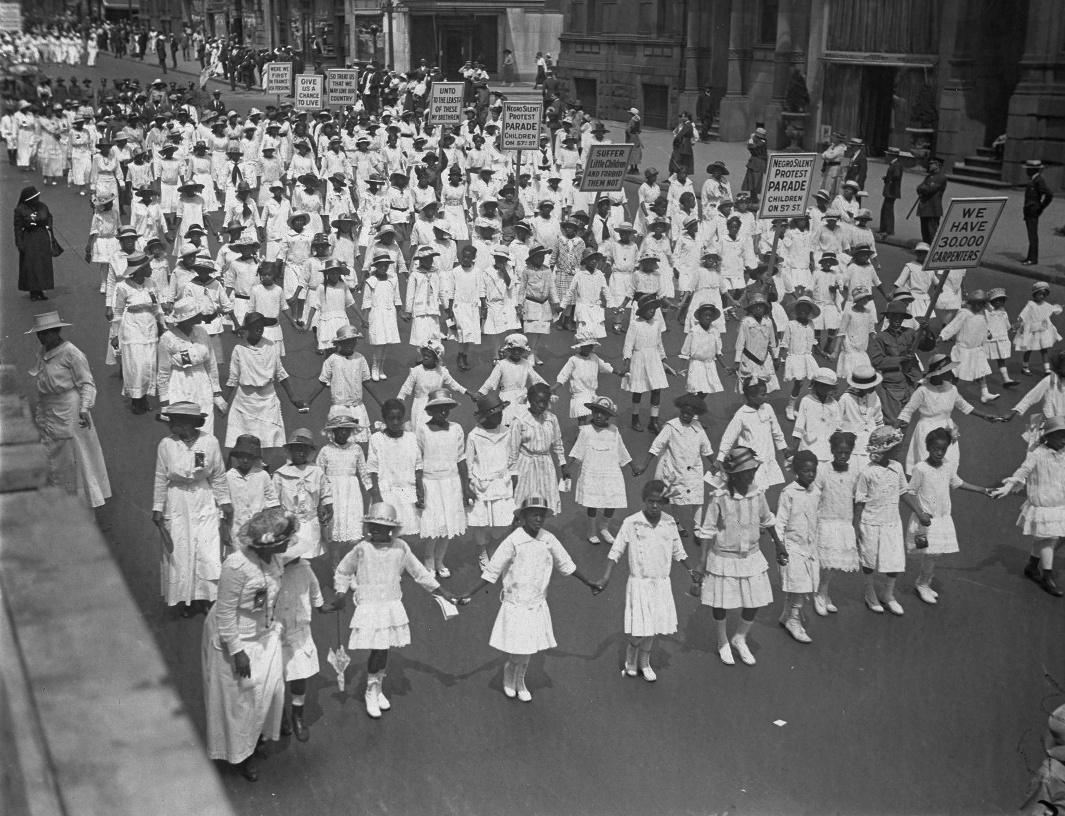
Kinder in der Silent Parade

James Weldon Johnson, der Field Secretary der National Association for the Advancement of Colored People (NAACP), erarbeitete zusammen mit einer Gruppe einflussreicher Führungspersönlichkeiten der Black Community in der St. Philip’s Church in New York eine Position, wie man gegen die Gewalttaten protestieren könnte. Die Idee eines stillen Protests war bereits 1916 bei einer NAACP-Konferenz von Oswald Garrison Villard entwickelt worden. Afroamerikanische Frauen in New York hatten auch schon in früheren Silent Parades teilgenommen zusammen mit weißen Frauen, wie zum Beispiel in der Silent Parade im Juni 1917 zur Unterstützung des Roten Kreuz’. Und Villards Mutter, Fanny Garrison Villard, hatte auch schon 1913 einen Silent March für Suffragetten in New York organisiert. Die Organisatoren entschieden jedoch, das an diesem Protest nur afroamerikanische Menschen teilnehmen sollten, weil nur sie Opfer der gegenwärtigen Gewalttaten geworden waren.
Zwei prominente Mitglieder des lokalen Klerus wurden aufgefordert als Veranstalter der Parade aufzutreten. Reverend Dr. Hutchens Chews Bishop, der Rector der ältesten Black Episcopal Church in der Stadt und Rev. Dr. Charles Douglas Martin, der Gründer der Vierten Moravian Church, dienten als Präsident und Sekretär für die Parade. Mit „gerechter Empörung“ (righteous indignation) schrieb Martin den Aufruf der einfach nur mit „Warum wir marschieren“ (Why We March) betitelt war. Er erklärte die Gründe für den Protest und wurde im Vorfeld und während der Parade verteilt.
Die Parade wurde in The New York Age angekündigt, wo sie als „stummer, aber ernster Protest gegen die Grausamkeiten und die Diskrimination, welche gegen die Rasse in verschiedenen Teilen des Landes praktiziert werden“ angekündigt wurde. Männer, Frauen und Kinder wurden eingeladen sich zu beteiligen. Es wurde erwartet, dass mindestens zehntausend Menschen teilnehmen könnten und, dass African Americans in anderen Städten ihre eigenen Paraden veranstalten würden. Die Parade in New York wurde lange im Voraus auch in anderen Städten angekündigt.

## Protest in New York
Am 28. Juli, mitten in einer Rekordhitzewelle in New York City, nahmen zwischen 8.000 und 15.000 African Americans an der Parade teil. Sie marschierten in stummem Protest gegen die Lynchmorde (Lynching of Jesse Washington, Waco, Lynching of Ell Persons, Memphis) und speziell gegen die East St. Louis riots. Die Parade begann an der 57th Street, führte die Fifth Avenue hinunter bis zu deren Ende an der 23rd Street. Die Demonstranten trugen Schilder, auf welchen sie ihre Unzufriedenheit äußerten. Einige Plakate und Banner richteten sich direkt an Präsident Woodrow Wilson. Eine berittene Polizeieskorte führte die Parade. Frauen und Kinder folgten dahinter, alle weiß gekleidet. Ihnen folgten die Männer, alle in schwarz. Menschen aller Rassen bildeten die Zuschauer auf beiden Seiten der Fifth Avenue. The New York Age schätzte, dass „volle fünfzehntausend Negroes, welche eine aktive Rolle hätten übernehmen sollten, zuschauten“ („fully fifteen thousand Negroes, who should have taken an active part, looked on“). Afroamerikanische Pfadfinder verteilten Flyer, in welchen die Gründe für die Parade dargelegt wurden. Während der Parade hielten weiße Menschen an um 'schwarzen Menschen' zuzuhören, welche die Gründe für den Marsch erklärten und andere weiße Passanten drückten ihre Unterstützung und Sympathie aus. Einige der Texte auf Plakaten:

„We march because by the Grace of God and the force of truth, the dangerous, hampering walls of prejudice and inhuman injustices must fall.

We march because we deem it a crime to be silent in the face of such barbaric acts.

We march because we want our children to live a better life and enjoy fairer conditions than have fallen to our lot.

Deutsch:

Wir marschieren, weil aufgrund der Gnade Gottes und der Macht der Wahrheit, die gefährlichen, hinderlichen Mauern der Vorurteile und der unmenschlichen Ungerechtigkeiten fallen müssen

Wir marschieren, weil wir es als Verbrechen betrachten im Angesicht solcher barbarischen Akte still zu sein.

Wir marschieren, weil wir uns für unsere Kinder ein besseres Leben wünschen und, dass sie fairere Bedingungen genießen, als es in unser Los gefallen ist.“

Die Parade war der erste große Protest der ausschließlich von Afroamerikanern in New York durchgeführt wurde. The New York Times schrieb darüber:

„Zum Schlag gedämpfter Trommeln marschierten 8.000 Negro-Männer, Frauen und Kinder die Fifth Avenue hinunter, gestern, in einer Parade des „stummen Protests gegen Akte der Diskriminierung und Unterdrückung“ welche ihnen gegenüber verübt werden in diesem Land, und in anderen Teilen der Welt. Ohne einen Schrei oder einen Jubelruf machten sie ihr Anliegen durch Banner deutlich, welche sie trugen, sie riefen zur Aufmerksamkeit auf gegenüber „Jim Crowismus“, Apartheid, Entrechtung, und die Gewalttaten in Waco, Memphis, und East St. Louis.“

Medienberichte über den Marsch halfen, die Entmenschlichung afroamerikanischer Menschen in den Vereinigten Staaten einzudämmen. Die Parade und die Berichterstattung dazu halfen dazu die NAACP als eine „gut-organisierte und wohlerzogene“ Gruppe („well-organized and mannerly group“) bekannt zu machen und half auch ihre Sichtbarkeit sowohl bei weißen als auch afroamerikanischen Menschen zu stärken.
Die Demonstranten hofften den demokratischen Präsident Wilson zu beeindrucken und ihn an seine Wahlversprechen zu erinnern, da er den afroamerikanischen Wählern versprochen hatte anti-lynching-Gesetze auf den Weg zu bringen und Anliegen der Afroamerikaner zu fördern. Vier Tage nach der Silent Parade fuhren führende Afroamerikaner, welche in den Protesten beteiligt waren, inklusive Madame C. J. Walker, nach Washington, D.C. zu einem geplanten Treffen mit dem Präsidenten. Das Treffen kam nicht zustande, der Gruppe wurde mitgeteilt, dass Wilson „einen anderen Termin“ („another appointment“) habe. Die Gruppe gab die Petition für Wilson ab, in welcher er daran erinnert wurde, dass African Americans auch im Ersten Weltkrieg dienten und in welcher er gedrängt wurde Gewalttaten und Lynchings in Zukunft zu verhindern. Wilson tat nichts und widerrief seine Versprechungen. Die Diskriminierung durch bundesbehördliche Stellen gegen African Americans nahmen während Wilsons Präsidentschaft sogar zu.

### Organisatoren
Während die Parade unter dem Namen der lokalen Ortsgruppe der NAACP in Harlem veranstaltet wurde, halfen fast alle notablen Persönlichkeiten der Kirchen und der Wirtschafts-Community bei der Vorbereitung mit. Die Ausgabe des Magazins The Crisis der NAACP, in welcher die Parade beschrieben wird zitiert die New York World folgendermaßen:

„The Rev. Dr. H. C. Bishop war Präsident der Parade. Der Rev. Dr. Charles D. Martin war Sekretär. Der Rev. F. A. Cullen war Vize-Präsident. Der erste Deputy Marshal war J. Rosamond Johnson. Andere waren A. B. Cosey, C. H. Payne, früher Mitglied der Troop A, Ninth Cavalry; der Rev. E. W. Daniels, Allen Wood, James W. Johnson und John Nail, Jr. Rev. G. M. Plaskett und Dr. W. E. B. Du Bois waren in den Linien der Offiziellen.“

## Nachwirkungen
Die Parade war der allererste Protest dieser Art in New York und erst der zweite öffentliche Protest von African Americans für Bürgerrechte. Die Silent Parade rief vor allem bei jüdischen Menschen Empathie hervor, die sich an Pogrome erinnert fühlten, und löste auch in der Presse Unterstützung für African Americans in ihrem Kampf gegen Lynching und Unterdrückung aus.
Eine andere große Silent Parade wurde 1918 in Newark, New Jersey, durchgeführt. Am Tag vor der Parade sprachen Mitglieder der NAACP in lokalen Kirchen über die Parade und die Dyer Anti-Lynching Bill. Frauen aus der New Jersey Federation of Colored Women’s Clubs (NJFCWC) marschierten zusammen mit den Männern. Ein großes Treffen wurde nach Abschluss der Parade in der Newark Armory abgehalten. Ein weiterer Silent March, welcher von der NAACP ins Leben gerufen wurde, fand am 26. August 1989 statt um gegen aktuelle Entscheidungen des Supreme Court zu protestieren. Der U.S. Park Service schätzte, dass mehr als 35.000 Menschen daran teilnahmen. Der Marsch wurde von dem Direktor der NAACP, Benjamin L. Hooks, initiiert.
In East St. Louis gab es eine Woche lang Gedenkveranstaltungen der Gewalttätigkeiten und zu der Parade in der Woche vor dem 100. Jahrestag am 28. Juli 2017. Rund 300 Menschen marschierten von der Southern Illinois University Edwardsville (East St. Louis Higher Learning Center, SIUE) an die Eads Bridge. Jeder marschierte in Stille. Viele Frauen waren weiß gekleidet und Männer trugen schwarze Anzüge. Einige Menschen, die nicht laufen konnten, folgten in Autos.
Am 100. Jahrestag erinnerte Google mit einem Doodle an die Parade. Viele Menschen erklärten 2017 online, dass sie durch das Google Doodle erstmals von der Parade gehört hatten.
Eine Gruppe Künstler plante in Zusammenarbeit mit der NAACP ein Reenactment der Silent Parade in New York für den Abend des 28. Juli 2017. Das Event mit ca. 100 Menschen und vielen weiß gekleideten Teilnehmern konnte nicht die Fifth Avenue entlang stattfinden, weil die Stadt keinen Zugang zum Trump Tower erlauben wollte. Die Gedenkfeier fand stattdessen an der Sixth Avenue statt und die Gruppe hielt Porträts von aktuellen Opfern, sowohl von Polizeigewalt, als auch von Straftätern in den Vereinigten Staaten in die Höhe.